# 도둑 (1997년 영화)
도둑(Vor, The Thief)은 러시아 연방에서 제작된 파벨 축라이 감독의 1997년 영화이다. 블라디미르 마쉬코프 등이 주연으로 출연하였고 이고르 톨스투노브 등이 제작에 참여하였다.

## 출연

### 주연
- 블라디미르 마쉬코프

## 제작진
- 라인프로듀서: 세르게이 코즐로브